# 今井忠光
今井 忠光（いまい ただみつ、1935年（昭和10年）12月14日 - 2019年（平成31年）4月25日）は、昭和から平成時代の政治家。福島県白河市長。

## 経歴
白河市出身。1957年（昭和32年）東京農業大学農学部短期大学を卒業後、家業の農業に従事。1967年（昭和42年）大村旅館経営、1982年（昭和57年）ホテル大村経営。
1977年（昭和52年）以来、白河市議会議員を5期、うち同議長を2期、副議長を務めた。1994年（平成6年）白河市長に当選。2期8年務め、教育環境の整備や社会福祉施設の充実に尽力した。
ほか、白河地方広域市町村圏整備組合、西白河地方衛生処理一部事務組合各管理者を歴任した。